# Raissac-sur-Lampy
Raissac-sur-Lampy – miejscowość i gmina we Francji, w regionie Oksytania, w departamencie Aude.
Według danych na rok 1990 gminę zamieszkiwało 190 osób, a gęstość zaludnienia wynosiła 36 osób/km² (wśród 1545 gmin Langwedocji-Roussillon Raissac-sur-Lampy plasuje się na 718. miejscu pod względem liczby ludności, natomiast pod względem powierzchni na miejscu 998.).